# A csíkos pizsamás fiú (film)
A csíkos pizsamás fiú (eredeti cím: The Boy in the Striped Pyjamas) 2008-ban bemutatott amerikai–brit holokauszt témájú filmdráma, melyet Mark Herman írt és rendezett. A forgatókönyv alapjául John Boyne 2006-os A csíkos pizsamás fiú azonos című regénye szolgált. A film producere David Heyman, zeneszerzője pedig James Horner volt. A főbb szerepekben Vera Farmiga, David Thewlis, Asa Butterfield és Jack Scanlon látható.
Az Egyesült Királyságban 2008. szeptember 8-án, Magyarországon 2008. november 16-án mutatták be a mozikban.

## Cselekmény
|  | Alább a cselekmény részletei következnek! |

Egy német család vidékre költözik. A katona 8 éves kisfia, Brúnó összebarátkozik egy zsidó kisfiúval, aki a táborban él. Rengeteg titkolózás kíséri a családi életet, miközben Brúnó apja vezeti a tábort. A gyermekek nagyon jó barátok lesznek. A végén Brúnó beszökik a táborba, hogy segítsen barátjának megtalálni az apját (akit időközben már megöltek). Gázkamrába terelik őket, ahol azt hiszi, Brúnóval együtt zuhanyozni fognak.
|  | Itt a vége a cselekmény részletezésének! |

## Szereplők
| Szereplő       | Színész         | Magyar hang         |
| -------------- | --------------- | ------------------- |
| Bruno          | Asa Butterfield | Czető Ádám          |
| Shmuel         | Jack Scanlon    | Penke Soma          |
| Elsa, anya     | Vera Farmiga    | Major Melinda       |
| Ralf, apa      | David Thewlis   | Schnell Ádám        |
| Gretel         | Amber Beattie   | Laudon Andrea       |
| Kotler hadnagy | Rupert Friend   | Csőre Gábor         |
| Pavel          | David Hayman    | Versényi László     |
| Nagymama       | Sheila Hancock  | Gyimesi Pálma       |
| Nagypapa       | Richard Johnson | Szokolay Ottó       |
| Maria          | Cara Horgan     | Kiss Virág Magdolna |
| Liszt tanár úr | Jim Norton      | Várday Zoltán       |